# Chiesa di San Pietro (Vienna)
La chiesa di San Pietro, o in tedesco Peterskirche è una chiesa monumentale barocca di Vienna.

## Storia e descrizione

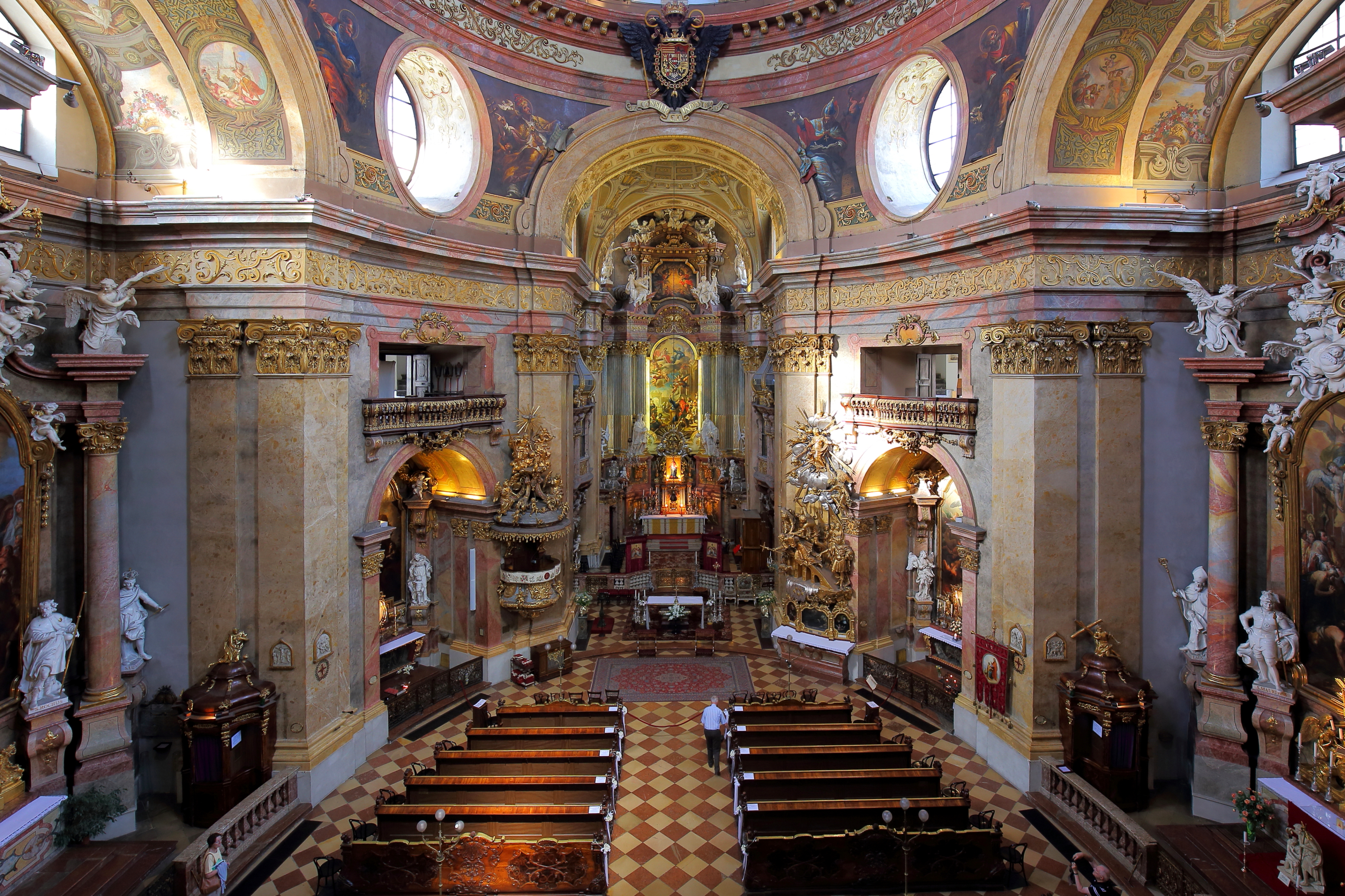
Veduta dell'interno.

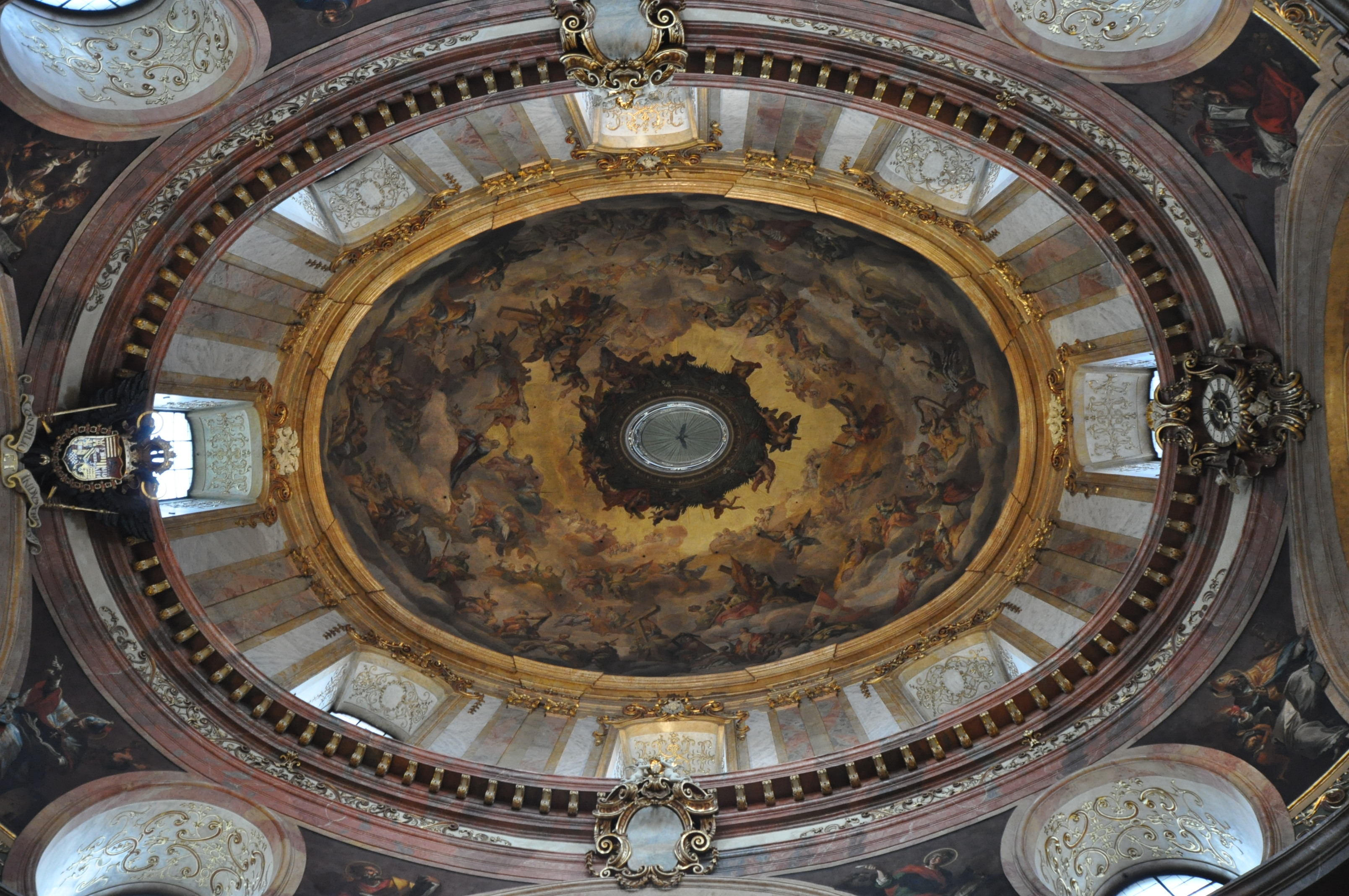
La cupola ovale.

Sul sito dell'attuale chiesa sorgeva uno dei più antichi edifici sacri di Vienna, fondato nel 792 da Carlomagno del quale oggi nulla resta.
Nel 1701 fu iniziata la costruzione della nuova Peterskirche, l'attuale, dapprima su progetto di Gabriele Montani, al quale subentrò due anni dopo Johann Lukas von Hildebrandt al quale si deve la facciata concava e la cupola. Diresse i lavori l'architetto Francesco Martinelli.
Tra 1998 e 2004, un completo restauro ha dato lucentezza alle ricchezze artistiche della chiesa viennese.

## Descrizione
La chiesa di San Pietro è inserita tra altre architetture, sviluppandosi soprattutto in altezza, all'interno di uno spazio ristretto. Alla parte centrale sovrastata da una grande cupola, si affiancano due torrette, opera di Matthias Steinl, autore di molte delle decorazioni interne. Il baldacchino sopra il portale della facciata fu disegnato nel 1753 da Andreas Altomonte.
L'interno, dalla caratteristica pianta ovale, ha la superficie della cupola completamente affrescata con Incoronazione di Nostra Signora, opera del 1713 di Johann Michael Rottmayr.